# 韋爾赫尼奧因古利西克
48°5′17″N 32°21′17″E / 48.08806°N 32.35472°E
韋爾赫尼奧因古利西克（烏克蘭語：Верхньоінгульське），是烏克蘭中部的村莊，隸屬基洛夫格勒州的克羅皮夫尼茨基區。該村始建於1924年，面積0.58平方公里，海拔高度84米，2001年人口394，人口密度每平方公里685.2人。